# Felix Meritis

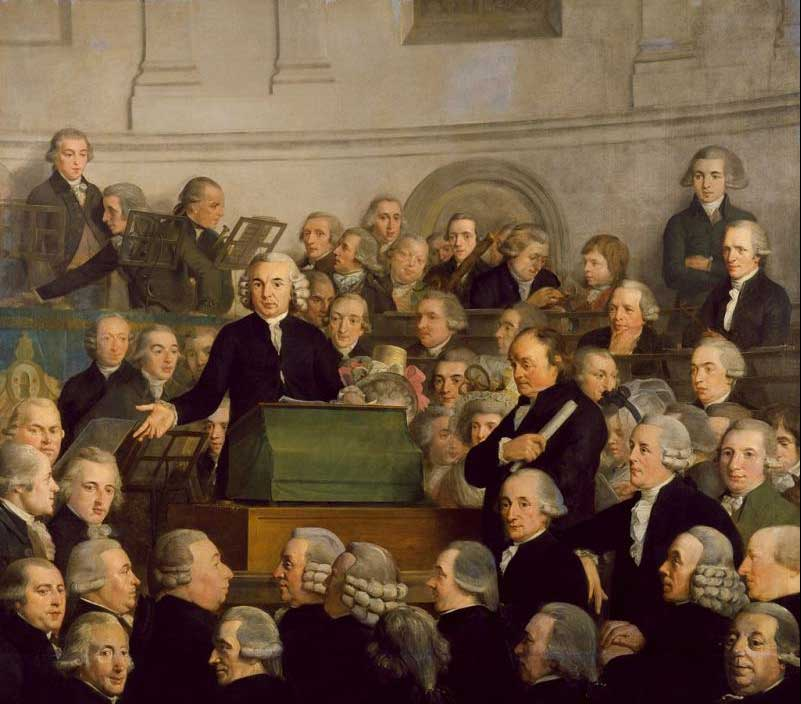
De opening van het Felix Meritis gebouw op 31 oktober 1788, geschilderd door Adriaan de Lelie, Amsterdams Historisch Museum

Felix Meritis ('Gelukkig door verdiensten') is de naam van een voormalig genootschap dat van 1777 tot 1888 bestond en van het bijbehorende gebouw aan de Keizersgracht 324 te Amsterdam, dat in 1788 in gebruik werd genomen. Het fungeerde in die periode als een cultureel centrum voor de stad. Later was er onder meer een grote drukkerij gevestigd en van 1947 tot 1981 bevond zich hier het landelijk hoofdkwartier van de Communistische Partij van Nederland (CPN).
Het gebouw is sinds 2014 eigendom van de gemeente Amsterdam en heeft weer een publieke functie. Er worden publieksprogramma’s als lezingen, debatten, optredens, film, exposities, en workshops georganiseerd rondom de domeinen van het oorspronkelijke genootschap: kunst, wetenschap en ondernemerschap. Bij de heropening van Felix Meritis op 25 september 2020 is daaraan als vierde domein technologie toegevoegd. 

## Genootschap

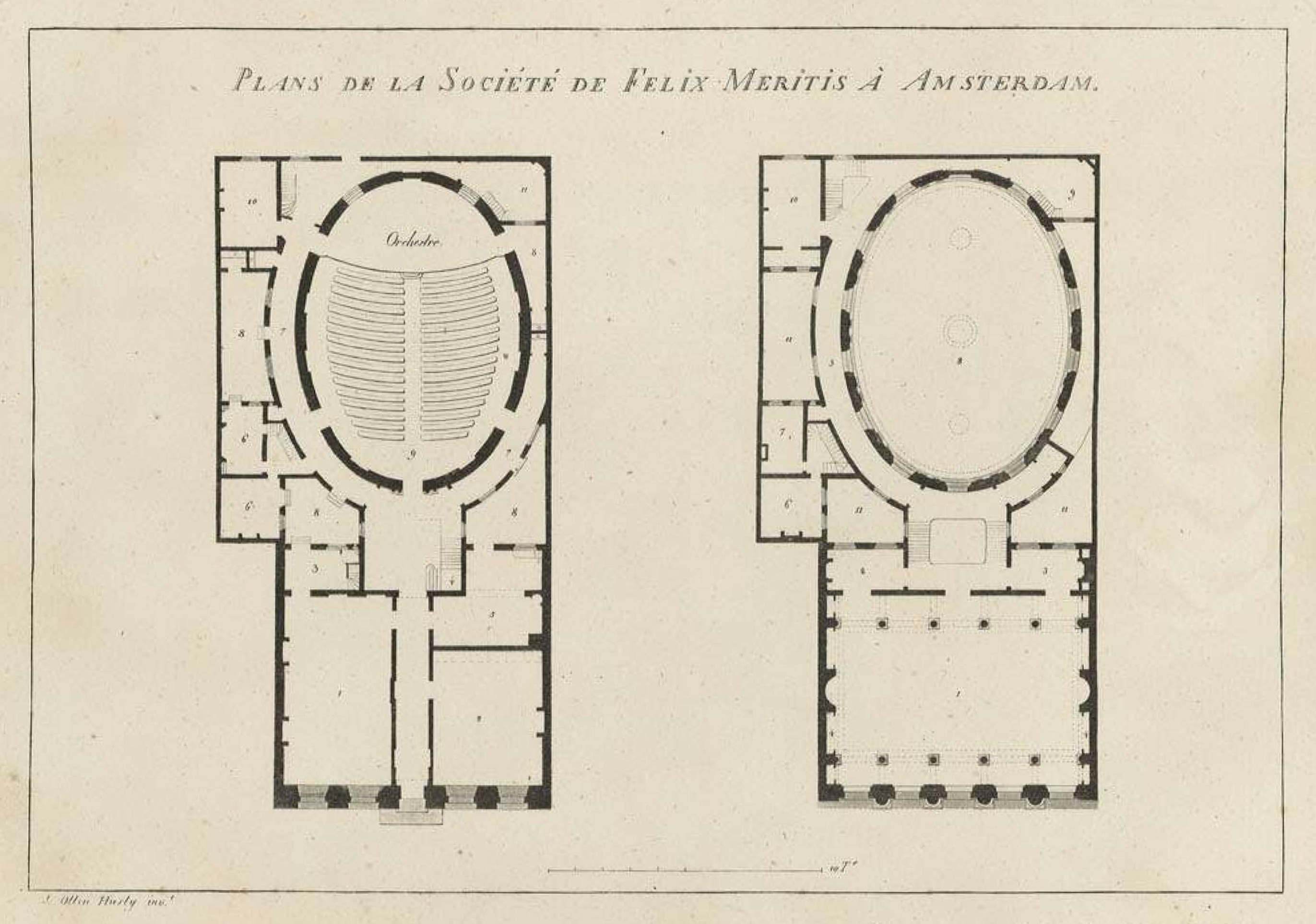
Grondplan van het gebouw, uit P.J. Goetghebuer (1827): Choix des Monuments

Het genootschap Felix Meritis werd in 1777 op initiatief van Willem Writs opgericht door de gegoede burgerij van Amsterdam. Uit de oprichtingsacte: "Het hoofddoel der Mij is, om, bij wijze van nuttige uitspanning, door het beoefenen van kunsten en wetenschappen verstand en deugd aan te kweeken, en het gezellig verkeer onder de Leden te bevorderen. Bij alle werkzaamheden zal men vermijden al wat verschillende godsdiensten, zedelijke of staatkundige gevoelens zouden kunnen kwetsen, en zijn de bestuurders verpligt daartegen zorgvuldig te waken."
Er werden aandelen gekocht voor het bouwproject op de Keizersgracht. Jan Gildemeester Jansz. schonk een fors bedrag. Op 31 oktober 1788 opende het gelijknamige gebouw zijn deuren. De oprichting was voor Amsterdam van grote betekenis. De stad was haar culturele voorhoedepositie aan het verliezen. De vernieuwing kwam vooral uit Haarlem waar tal van genootschappen en invloedrijke tijdschriften werden opgericht. Met Felix Meritis kreeg Amsterdam weer naam als cultureel centrum. Onder de 40 ledenstichters van Felix Meritis bevonden zich middelgrote kooplieden van de beurs of van handelsmaatschappijen zoals een suikerraffinadeur, een tabakshandelaar, een apotheker en een jurist. Naast een verlangen naar verandering hadden de leden economische redenen om zich aan te sluiten. Er werd 'genetwerkt' en men schoof elkaar opdrachten toe. Toelating tot het genootschap geschiedde volgens een streng ballotagebeleid. Wie lid wilde worden moest op een of andere manier uitmunten in verstand, deugd, kunst of wetenschap, of over andere bijzondere eigenschappen beschikken. Het entreegeld was relatief hoog: 25 gulden of een bijdrage van minimaal gelijke waarde aan de verzamelingen, het instrumentarium of de inrichting van Felix Meritis. Daarnaast vroeg men een jaarlijkse contributie van hetzelfde bedrag voor leden van de derde en tweede rang. In mei 1782 verhuisde het genootschap van de Leliegracht naar een pand aan de Fluweelen Burgwal, nu de Oudezijds Voorburgwal.
Felix Meritis floreerde en het ledental groeide explosief. Overtuigd van de structurele aard van de groei, besloot het bestuur tot de bouw van een eigen pand. In maart 1786 kocht het genootschap twee percelen op de Keizersgracht, tussen de Runstraat en de Berenstraat. De bouwcommissie schreef een internationale prijsvraag uit om een architect te selecteren. Er waren zestien deelnemers. Winnaar was Jacob Otten Husly; de tweede prijs ging naar Jean Guillaume le Normant, de derde naar Pierre Esaie Duyvené. Uiteindelijk is het genootschapsgebouw niet geheel opgetrokken volgens Husly's eerste ontwerp. Kort na de prijsvraag kocht het genootschap nog een derde perceel, waardoor een groter gebouw realiseerbaar werd.

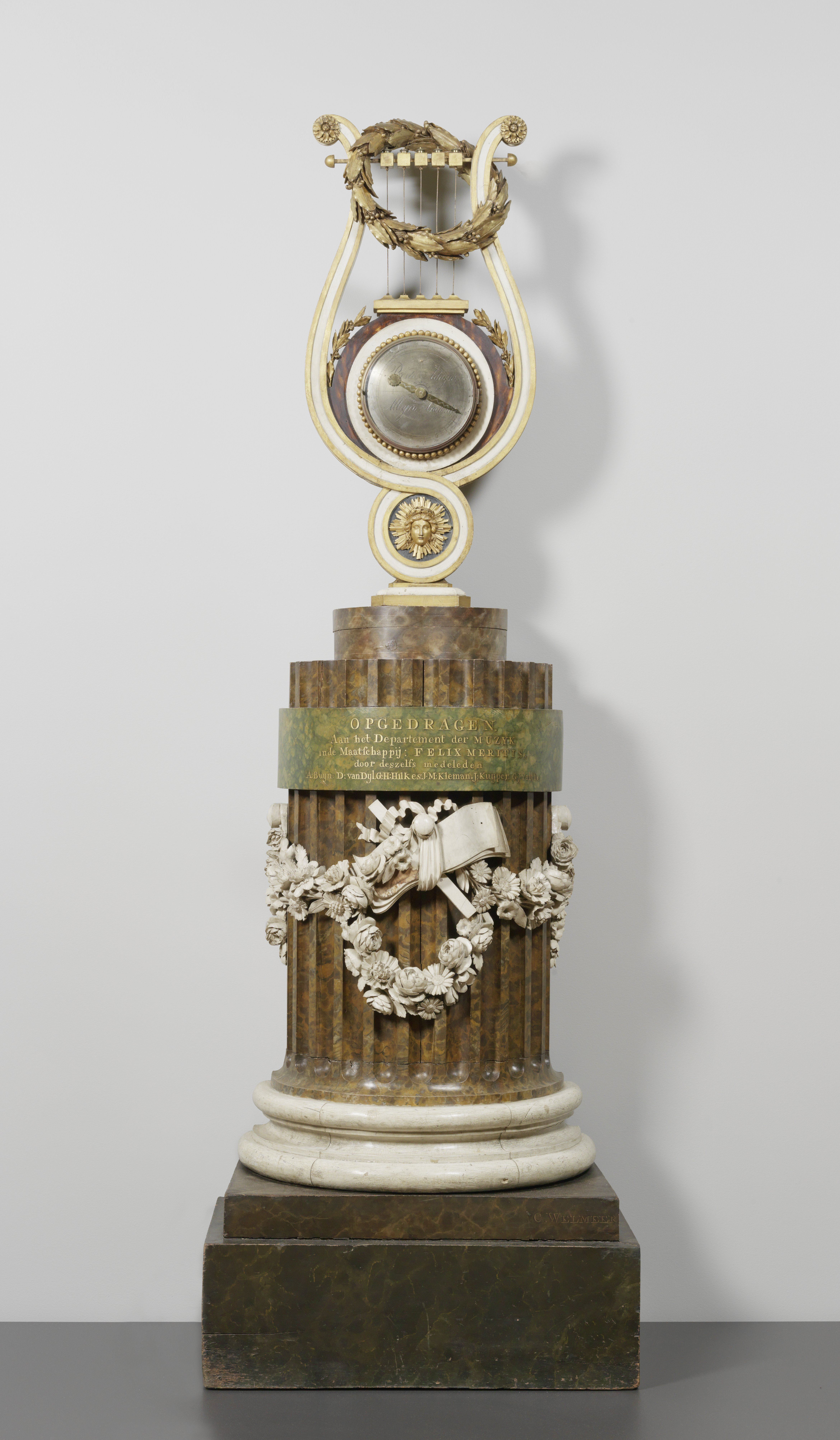
Metronoom (1803) door Christiaan Welmeer. Een geschenk van enkele leden van Felix Meritis aan het departement muziek.

Het gebouw werd ontworpen in de Lodewijk XVI-stijl. In deze stijl wordt teruggekeerd naar het classicisme, karakteristiek voor de Verlichtingstijd. De gevel met zijn Korinthische zuilen doet denken aan een Griekse tempel en overal, op en in het pand, zijn allegorische en symbolische verwijzingen naar het genootschap en zijn bezigheden te vinden. In het ontwerp van het gebouw was rekening gehouden met de specifieke eisen van de vijf disciplines waarin de leden van het genootschap zich bekwaamden: muziek, tekenkunde, natuurkunde en letterkunde. Elk departement had zijn eigen ruimte met specifieke vorm en raampartijen voor de juiste lichtinval en akoestiek.
Was Felix Meritis destijds een progressief genootschap? Feit is dat de Maatschappij openstond voor christenen van divers pluimage, van doopsgezinden en lutheranen tot katholieken en protestanten. Vrouwen en joden bleven echter tot ver in de 19e eeuw uitgesloten van lidmaatschap. 'Onze Maatschappij zal vooreerst bestaan uit een Onbepaald getal Leden, allen van den Christelyken Godsdienst; Mannen van onbesproken gedrag', aldus de wetten van Felix. Felix Meritis was niet het enige genootschap in de Republiek waar vrouwen geweigerd werden. In de tweede helft van de 18e eeuw lieten alleen dichtgenootschappen vrouwen toe. Er waren wel genootschappen exclusief voor vrouwen. Beschouwende genootschappen als Felix waren een soort kruising tussen een sociëteit en een debatclub en dit profiel werd vrouwen noodlottig. De heren zagen de club als hun exclusieve terrein en duldden in de openbare ruimte geen vrouwen naast zich als sprekers. Toch had Felix Meritis vrouwelijke bezoekers. Mannelijke leden konden bij de concerten introducés van het vrouwelijke geslacht meenemen. Een opvallende regel uit 1810 luidt "In geen byeenkomst, binnen het huis der Maatschappy, zal eenig spel geoorloofd zyn" (Wetten 1810, art. 140). 
Het genootschap werd in 1888 opgeheven.

## Concerten
Felix Meritis' ovale concertzaal was tot zeker 1830 de belangrijkste muziekzaal van Amsterdam en genoot een grote internationale reputatie. Vele bekende musici traden er op, onder wie Robert en Clara Schumann, Camille Saint-Saëns, Johannes Brahms en Julius Röntgen. Ook de schoonzuster (en eerste geliefde) van Mozart, Aloysia Lange-Weber, heeft er gezongen onder de naam Louise Lange, enkele jaren na Mozarts dood (vanaf 1798). Het orkest van Felix Meritis, dat gemiddeld 70 leden telde, gold als het beste van Nederland en gaf onder leiding van dirigent Johannes van Bree vele Nederlandse premières. Zo werden de Negende symfonie van Beethoven en de Symphonie fantastique van Berlioz voor het eerst gespeeld in de concertzaal van Felix Meritis. De Kleine Zaal van het Concertgebouw is geïnspireerd op deze zaal, die in heel Europa bekend kwam te staan als een architectonisch en akoestisch wonder.

## Drukkerij, communistisch centrum en theater

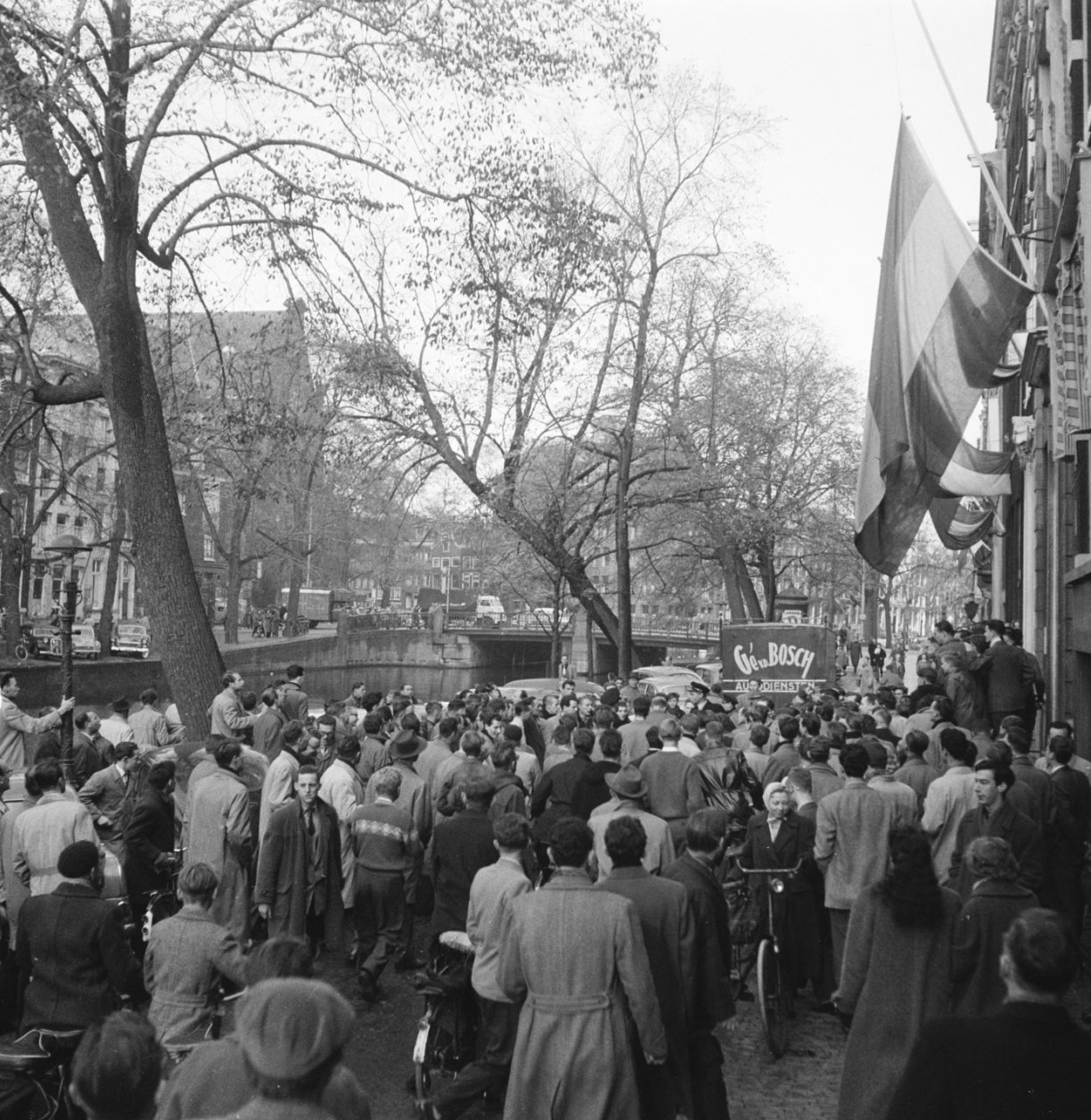
Bestorming in 1956

Nadat het genootschap in 1888 werd ontbonden nam drukkerij Holdert & Co het pand over, en groeide uit tot een van Amsterdams grootste drukkerijen. Felix Meritis werd een industrieel bedrijf vol met drukpersen. Kantoren, een uitgeverij en advertentiebureau, allemaal van De Echo van het Nieuws - Volksblad voor Nederland en verschillende periodieken, prijscouranten en boeken. Holdert & Co stond bekend als een bedrijf met slechte werkomstandigheden, uitbuiting en kinderarbeid. Jongens van 13 of 14 jaar gingen soms 's avonds om 8 uur tussen de machines in hangmatten slapen, om 's nachts om 1 uur weer gewekt te worden omdat dan De Echo of een winkeliersbrochure gevouwen moest worden. Het bedrijf lag meerdere malen onder vuur. Zo staakten de typografen in 1894. Ze eisten loonsverhoging en overwerktoeslag. Om 5 uur 's ochtends verzamelde het personeel zich voor de drukkerijen en weigerde binnen aan het werk te gaan. Terwijl veel andere drukkerijen al snel toegaven aan de eisen van het personeel, bleef Holdert & Co tegenstribbelen en riep zelfs de hulp in van de politie om de stakers op de Keizersgracht uiteen te drijven. Pas toen een dag later overal pamfletten werden verspreid die tot boycot van De Echo opriepen, koos de directie eieren voor haar geld en willigde de stakerseisen in. In 1932 werd een deel van het gebouw verwoest door brand. De brand is ontstaan door een lekkende gasgeiser van de verwarmingsinstallatie. De tweede verdieping, zolder en kap van Felix Meritis werden geheel verwoest. De drukkerij leed vooral schade door het neergutsende bluswater. Op 1 september 1948 verliet Holdert & Co het gebouw na een verblijf van bijna 60 jaar.
Van 1947 tot 1981 had de CPN, de (Communistische partij Nederland) haar hoofdkantoor in het pand en rolde het dagblad De Waarheid er aan de achterkant van het gebouw op de Prinsengracht van de persen. De administratie en de redactie van De Waarheid hadden ook hun kantoren in het gebouw en dat was eveneens het geval met de vestiging van de afdeling Amsterdam van de CPN. Onmiddellijk na de Tweede Wereldoorlog hadden de communisten het tij mee. Hun prestige en aanhang dankten ze aan de doorslaggevende rol van het Rode Leger bij het verslaan van nazi-Duitsland en het communistische verzet tegen de bezetter. De CPN zei te streven naar een tijdperk van ongekende materiële en culturele bloei. Een monumentaal onderkomen aan een deftige gracht hoorde bij het optimistische ideaal. In de jaren vijftig stond Felix Meritis symbool voor het communisme in Nederland. Dit beeld is verankerd in het collectieve geheugen sinds de bestorming van het gebouw op 4 november 1956 als reactie op de Russische inval in Hongarije. Een sympathiebetuiging op 23 oktober van arbeiders en studenten in Boedapest voor de Poolse liberalisatiebeweging liep uit op een volksopstand nadat de veiligheidspolitie het vuur op demonstranten had geopend. Toen die er niet in slaagde de situatie meester te worden, rukten op verzoek van de Hongaarse partijleiding in Hongarije gelegerde Sovjet-troepen met tanks op tegen de opstandelingen. Op 4 november viel het Sovjetleger Hongarije met tanks binnen en sloeg de opstand binnen twee bloedige weken neer. De wereld reageerde geschokt. De publieke verontwaardiging in Nederland richtte zich al snel tegen de CPN die zich laatdunkend had uitgelaten over de Hongaarse contrarevolutie en weigerde zich te distantiëren van het Sovjetoptreden. In de loop van dezelfde zondag verzamelden zich tientallen, honderden tot duizenden demonstranten rond Felix Meritis. Volgens de communisten waren het 'knokploegen van het fascisme' waaronder zij ook de roomse studenten, scholieren en kajotters schaarden. Vele ruiten werden ingegooid waarna de politie een deel van de gracht afzette. Er werd tegen de deuren gebeukt, zo werd een traliedeur van de drukkerij geramd met een handkar en ijzeren balken en er werden brandende lappen naar binnen gegooid. Felix Meritis ging uiteindelijk in de tegenaanval vanaf het dak: een bombardement van flesjes limonade die bij neerkomst enorme knallen en schuimzeeën veroorzaakten, bleek effectief.  
In de late jaren zestig was Felix Meritis de bakermat van avonden voor de alternatieve jeugd, onder de naam Provadya. Eind 1968 kreeg Steve Austen, roadmanager van Ramses Shaffy de opdracht een van de ruimtes van Felix Meritis in te richten als theaterzaal. De eerste voorstelling die er in 1969 speelde was van Ramses Shaffy; sindsdien stond de zaal bekend als Shaffy-theater. De plek maakte naam als pleisterplaats voor de Nederlandse avant-garde, met onder meer het gezelschap Funhouse (rond Rob van Houten), Baal, Neerlands Hoop, Onafhankelijk Toneel, Hauser Orkater en de STAMP-concerten van Theo Loevendie. Ook veel Engelse theatermakers maakten van de zaal gebruik.
Het aantal CPN-kamerzetels is nooit meer dan 10 geweest. In 1979 maakte de CPN bekend het pand te willen verkopen. In maart 1981 vertrok als eerste het partijbestuur; in februari 1982 volgden de redactie, het technisch bedrijf en de advertentie-afdeling van De Waarheid. De gemeente Amsterdam werd in januari 1982 de nieuwe eigenaar van Felix Meritis. De verkoop leverde de CPN ruim 2,5 miljoen gulden op.

## Europees Centrum voor Kunst, Cultuur en Wetenschap
In 1988 vestigde de Stichting Felix Meritis zich in het pand met een Europees Centrum voor Kunst, Cultuur en Wetenschap. Felix Meritis werd zoals voorheen een internationale ontmoetingsplaats voor kunstenaars, wetenschappers, culturele ondernemers en politici en bood ruimte aan het publieke debat, culturele processen en internationale projecten en uitwisselingen. Felix Meritis ging uit van de verscheidenheid van culturen van Europa en de betrokkenheid van individuen als verbindende kracht van de civil society onder het motto Connecting Cultures.
In samenwerking met partners uit binnen- en buitenland initieerde Felix Meritis projecten als A Soul for Europe, Forum Amsterdam, The People Network, Gulliver Connect, Amsterdam Summer University, Dare2Connect, Nacht van de Filosofie, Café Europa, de Globaliseringslezing en Kuhnya.
De stichting kwam in 2013 in financiële problemen en is in februari 2014 failliet verklaard. Het pand werd in april 2014 aangekocht door de Gemeente Amsterdam.

## Renovatie
Het gebouw is een rijksmonument. Na eerdere renovaties (onder meer in 2006) is in februari 2011 een van de laatste renovatiefasen voltooid. Nadat de Concertzaal is verfraaid, werd de Shaffyzaal ingrijpend gerenoveerd. In het plafond van de Shaffyzaal is in 2007 een schadelijke zwam geconstateerd, die succesvol werd bestreden. Vervolgens zijn de aangetaste delen stuk voor stuk weggezaagd en vervangen door nieuwe balkkoppen. Er is gekozen voor een duurzame restauratie met hout, zodat het originele karakter van deze ingenieuze houtconstructie wordt gereconstrueerd.
De nieuwe balkkoppen hebben een omtrek van ruim 2 meter en zijn op het langste punt tot wel 4,5 meter lang. Het gewicht van deze balken ligt rond de 1500 kilo per stuk. Door een speciaal ontworpen hijssysteem zijn de balken via het achtertrappenhuis omhoog getakeld en opnieuw geplaatst.

## Felix in de Steigers & Felix Meritis
In november 2014 kocht de beheermaatschappij Amerborgh, van Alex Mulder, Felix Meritis van de gemeente Amsterdam.[4] Amerborgh heeft het pand laten verbouwen in 2017 in samenwerking met MATH architecten en ontwerpbureau i29. In 2015 en 2016 is het pand geopend als "Felix in de Steigers" wat vooruit liep op de nieuwe programmering. Tot de bouwvakkers kwamen, werd er in de vorm van debatten, exposities, film, muziek en theater geëxperimenteerd met het pand, publiek en programmering. Op 25 september 2020 werd het vernieuwde Felix Meritis geopend door burgemeester Halsema.

## Canon van Amsterdam
- Felix Meritis is venster nummer 23 van de Canon van Amsterdam.